# Rectoria de Viver
La Rectoria de Viver és una obra del municipi de Viver i Serrateix (Berguedà) inclosa en l'Inventari del Patrimoni Arquitectònic de Catalunya.

## Descripció
Edifici orientat al sud-est i construït amb pedra. Tipus II de la classificació de J. Danés, amb coberta a dues aigües. Consta de tres plantes i presenta una estructura simètrica. Les obertures són fetes amb llindes i brancals de pedra i es presenten disposades simètricament a partir de l'eix central de la façana.

## Història
Consta que l'edifici fou construït el 1735 i ampliat el 1780.